# Amina Tyler
Amina Tyler (nacida como Amina Sbui, 7 de diciembre de 1994) es una estudiante y activista tunecina por los derechos de la mujer.

## Biografía
Es una estudiante y exmiembro de Femen, una organización feminista, en cuyas actividades suelen protestar con desnudos totales o parciales.
En marzo de 2013 fue la primera mujer tunecina que publicó una fotografía suya desnuda de cintura para arriba en Facebook, con la frase en árabe «Mi cuerpo es mío». El imán Adel Almi emitió una fatua en la que pedía para ella una pena de cien latigazos y morir lapidada.
El 19 de mayo de 2013 pintó el muro de un cementerio en Kairuán para protestar contra el congreso que estaba realizando el partido salafista Ansar al Sharia. Fue arrestada después de introducir el nombre de su movimiento en la pared y llevada a la cárcel Messadine en Susa. Entre su grupo defensor se encontraba la destacada abogada Leila ben Debba. Luego de tres meses fue dejada en libertad, luego de que fuera encarcelada y declarada culpable de tener un gas de pimienta.
Tras ser liberada emigró a Francia para continuar sus estudios alojada por la familia del escritor Michel Sitbon. Volvió a Túnez y actualmente vive en Sidi Bou Said.
En la muñeca derecha lleva sus tatuajes, tres palabras: lucha, nudismo, libertad.

## Libros
- 2014, Mi cuerpo me pertenece (ISBN 978-2259223157)